# Włodzimierz Zieliński (polityk)
Włodzimierz Zieliński (ur. 18 sierpnia 1887 w Sosnowcu, zm. 13 marca 1957 w Bytomiu) – polski działacz komunistyczny, robotnik, w 1945 prezydent Dąbrowy Górniczej.

## Życiorys
Uczył się w Szkole Aleksandryjskiej i Sosnowieckiej Szkole Realnej (instytucjach założonych przez sosnowieckiego właściciela przędzalni, Heinricha Dietla). Uczestniczył w rewolucji 1905 roku. W 1911 pracował w dąbrowskiej drukarni Stanisława Święckiego w Dąbrowie Górniczej. Był wielokrotnie więziony ze względu na przekonania komunistyczne zarówno w II Rzeczypospolitej, jak i w czasie II wojny światowej. Od 14 marca do 21 kwietnia pełnił funkcję pierwszego powojennego prezydenta Dąbrowy Górniczej, następnie przeszedł do pracy w przemyśle.
Został pochowany na cmentarzu w Sosnowcu-Pogoni.